# Marvel Puzzle Quest
Marvel Puzzle Quest est un jeu vidéo développé par Demiurge Studios et édité par D3 Go! et Marvel Entertainment, sorti le 3 octobre 2013. Il constitue le quatrième volet de la série Puzzle Quest (en). Il s'agit d'un jeu puzzle de type match-trois gratuit se déroulant dans l'univers Marvel, mettant en vedette plus de trois cents personnages Marvel.
Il est disponible sur App Store pour iOS, Google Play pour Android, et Steam pour Microsoft Windows. Un portage en haute définition du jeu, développé par WayForward Technologies, est sorti sur PlayStation 3, PlayStation 4 et Xbox 360 en 2015, ainsi que sur Xbox One en 2016. Le jeu est également sorti sur Amazon Kindle en 2016.

## Univers

### Trame
Le scénario se déroule dans l'univers de Marvel. Il implique une nouvelle substance puissante appelée Iso-8 et les tentatives de Norman Osborn pour supplanter le SHIELD. Il y a cinq missions visant à arrêter Osborn dans sa frénésie terroriste mondiale. L'histoire originale est basée sur le scénario de Dark Reign. Elle est écrite par Frank Tieri et Alex Irvine. Ce dernier a également rédigé d'autres phases de joueur contre l'environnement du jeu, tels que Webbed Wonder, où Spider-Man fait équipe avec Howard le Canard pour découvrir où se trouve tante May.

### Personnages
Le jeu présente un éventail de héros et de méchants classiques de Marvel, notamment Spider-Man, Captain America, Wolverine, Iron Man, Thor, la Veuve Noire, Tornade et Magnéto, ainsi que des personnages moins connus tels qu'Opale. En commémoration du premier anniversaire du jeu, Thor : Déesse du Tonnerre, la version féminine de Thor, est ajoutée le 17 octobre 2014, faisant de Marvel Puzzle Quest le premier jeu vidéo à présenter le personnage. Devil Dinosaur est également ajouté en tant que personnage jouable pour l'anniversaire via un pack anniversaire et comme récompense quotidienne pour les ceux qui jouent depuis plus de 365 jours. D'autres personnages ajoutés depuis la création du jeu incluent Blade en octobre 2014 et Cyclope en février 2015. Kamala Khan, annoncée comme un nouveau personnage de Marvel en novembre 2013 et le premier super-héros musulman à diriger une série de bandes dessinées, a également été introduite dans le jeu. Le studio de développement ajoute régulièrement deux nouveaux personnages par mois. En décembre 2023, il y avait 319 personnages dans le jeu, comprenant 8 à une étoile, 14 à deux étoiles, 62 à trois étoiles, 145 à quatre étoiles et 90 à cinq étoiles.
Six variantes de personnages existants ont été créées spécialement pour le jeu : une Peggy Carter qui est devenue Captain America, et qui a finalement obtenu à la fois une version bande dessinée dans le cadre des Exiles, et une version animée dans la série What If... ? ; Wolverine (Samurai Daken), où le fils de Wolverine prend le nom de code de son père pour expier son meurtre ; Deadpool(Spirit of Vengeance), un Deadpool devenu Ghost Rider ; Hit-Monkey (EDI Suit), portant un costume imitant les pouvoirs de Loki d'un mercenaire mort ; Omega Red (Cavalier de la Peste), recruté par Apocalypse pour rejoindre ses Cavaliers ; et Vautour(Armor Wars), portant une armure construite par Justin Hammer à partir de la technologie Stark grâce à l'ingénierie inverse.

## Système de jeu
Les joueurs rassemblent une équipe de trois super-héros ou super-vilains Marvel issus de différents scénarios, contrôlant l'équipe contre une équipe comprenant jusqu'à trois autres super-héros ou super-vilains dans des batailles de match-trois au tour par tour. Chaque correspondance de couleur inflige des dégâts à l'adversaire du joueur tout en créant des points d'action qui peuvent déclencher des compétences spéciales. Les gemmes disparaissent et sont reconstituées par le haut au fur et à mesure de leur correspondance. Lorsqu'elles sont associées, les six couleurs de pierres précieuses sur le plateau confèrent de l'énergie qui peut être utilisée pour exécuter des mouvements spéciaux. Les joueurs échangent des coups jusqu'à ce que l'un d'entre eux soit abattu. Une fois tous les ennemis vaincus, le combat se termine, révélant une récompense pour le vainqueur telle que l'une des monnaies du jeu, des bonus spéciaux ou un nouveau personnage. Ce dernier peut être ajouté à la liste du joueur, et s'il s'agit d'un doublon, il devient une couverture de niveau supérieur. Les joueurs accumulent des points en remportant des batailles, puis utilisent ces points pour débloquer de nouvelles attaques et passer au niveau supérieur. Le tableau est très tactique, avec jusqu'à une demi-douzaine de considérations potentielles au-delà du meilleur match à un moment donné."
Il existe deux modes principaux : le mode histoire et le mode multijoueur, où les joueurs peuvent affronter d'autres équipes contrôlées par l'intelligence artificielle du jeu. Le jeu est gratuit, avec des options d'achat pour accéder à des niveaux supérieurs ou obtenir de nouveaux personnages. De nouveaux personnages, des packs d'Iso-8, des pièces de héros et d'autres objets peuvent également être obtenus en rejouant d'anciens niveaux. À mesure que la liste de personnages d'un joueur s'élargit, les possibilités de composition d'équipe et de sélection de compétences s'agrandissent également.
Le joueur collecte des couvertures de bandes dessinées dans le jeu pour débloquer de nouveaux personnages et améliorer ceux déjà existants. Chaque personnage est associé à un ensemble authentique de couvertures de bandes dessinées, reflétant les capacités du personnage et permettant au joueur d'améliorer ou de mettre à niveau ses compétences. En juillet 2014, les Team-Ups ont été introduits, permettant au joueur d'utiliser des capacités à usage unique de personnages qui ne font pas partie de son équipe. Les personnages sont classés en différents niveaux selon le nombre d'étoiles, allant des personnages à une étoile, les plus faibles, aux personnages à cinq étoiles, les plus forts et puissants.

## Développement

### Contexte
Le premier jeu de la franchise, Puzzle Quest: Challenge of the Warlords, a été conçu par le concepteur de jeux australien Steve Fawkner, le créateur original de la série de jeux informatiques Warlords, qu'il avait fondée en 1989. En élaborant Puzzle Quest (en), Fawkner s'est inspiré de son amour pour le jeu de tile-matching Bejeweled. Challenge of the Warlords a été repris par D3 Publisher et est sorti le 20 mars 2007 sur Nintendo DS et PlayStation Portable. Il a connu un succès immédiat, remportant le prix du jeu téléchargeable de l'année décerné par l'Academy of Interactive Arts and Sciences en 2008. Il a également été nommé pour le jeu portable de l'année. Des versions pour Xbox Live Arcade, Wii, Windows, PlayStation 2 et mobile ont suivi plus tard cette année-là. Le jeu est sorti sur PlayStation 3 et iOS fin 2008.

### Commercialisation
Marvel Puzzle Quest est lancé dans le monde entier par D3 Publisher et Marvel Entertainment le 3 octobre 2013. C'était le deuxième jeu développé en interne par Demiurge Studios. Le jeu s'intitulait à l'origine Marvel Puzzle Quest : Dark Reign, avant que le sous-titre « Dark Reign » ne soit supprimé à la suite d'une mise à jour de juillet 2014. D3 Publisher a déclaré que le titre révisé signifiait le début de l'expansion du jeu au-delà du scénario « Dark Reign ».
Le 18 février 2015, Sega Networks acquiert Demiurge Studios, cependant, cette acquisition n'inclue pas les droits de Marvel Puzzle Quest.
Début juin 2022, il est annoncé que les opérations en direct de Marvel Puzzle Quest sont confiées à Broken Circle Studios, qui travaillait sur le jeu depuis plusieurs mois. Peu de temps après, 505 Games rachète D3 Go!.

## Réception
IGN attribue au jeu une note de 9,1 sur 10, en écrivant : « Marvel Puzzle Quest a repris l'idée d'un jeu de puzzle en y ajoutant une superposition d'éléments stratégiques/de jeu de rôle, le transformant ainsi en une expérience complexe et remarquablement profonde ». IGN a également ajouté que le jeu est « convaincant à chaque niveau », offrant « des défis et des objectifs constants à atteindre ». TouchArcade lui accorde quatre étoiles sur cinq, le qualifiant de « jouable de manière compulsive et écœurante » et soulignant que, comparé à d'autres jeux Puzzle Quest (en), Marvel Puzzle Quest est plus calculé et stratégique, mettant l'accent sur les combats en équipe plutôt que sur les combats individuels. Le jeu obtient une note de 74 sur Metacritic. Par ailleurs, MacLife déclare qu'il « fait du bon travail pour pimenter le genre match-trois pour les fans de bandes dessinées ».
Marvel Puzzle Quest est lauréat du Tabby Award 2014 des meilleures applications et jeux Android dans la catégorie « Jeu : Puzzle, Cartes et Famille ».
Peter Rubin, rédacteur en chef de Wired, a écrit un long article sur le jeu sept ans après sa sortie. 

### Traduction
- (en) Cet article est partiellement ou en totalité issu de l’article de Wikipédia en anglais intitulé « Marvel Puzzle Quest » (voir la liste des auteurs).